# Sint-Willibrorduskerk (Merksplas)
De Sint-Willibrorduskerk, gelegen in het dorpscentrum van Merksplas, in de Belgische provincie Antwerpen, is een rooms-katholiek gebedshuis, gebouwd in 1874 en toegewijd aan de geloofsprediker Sint-Willibrordus.

## Geschiedenis

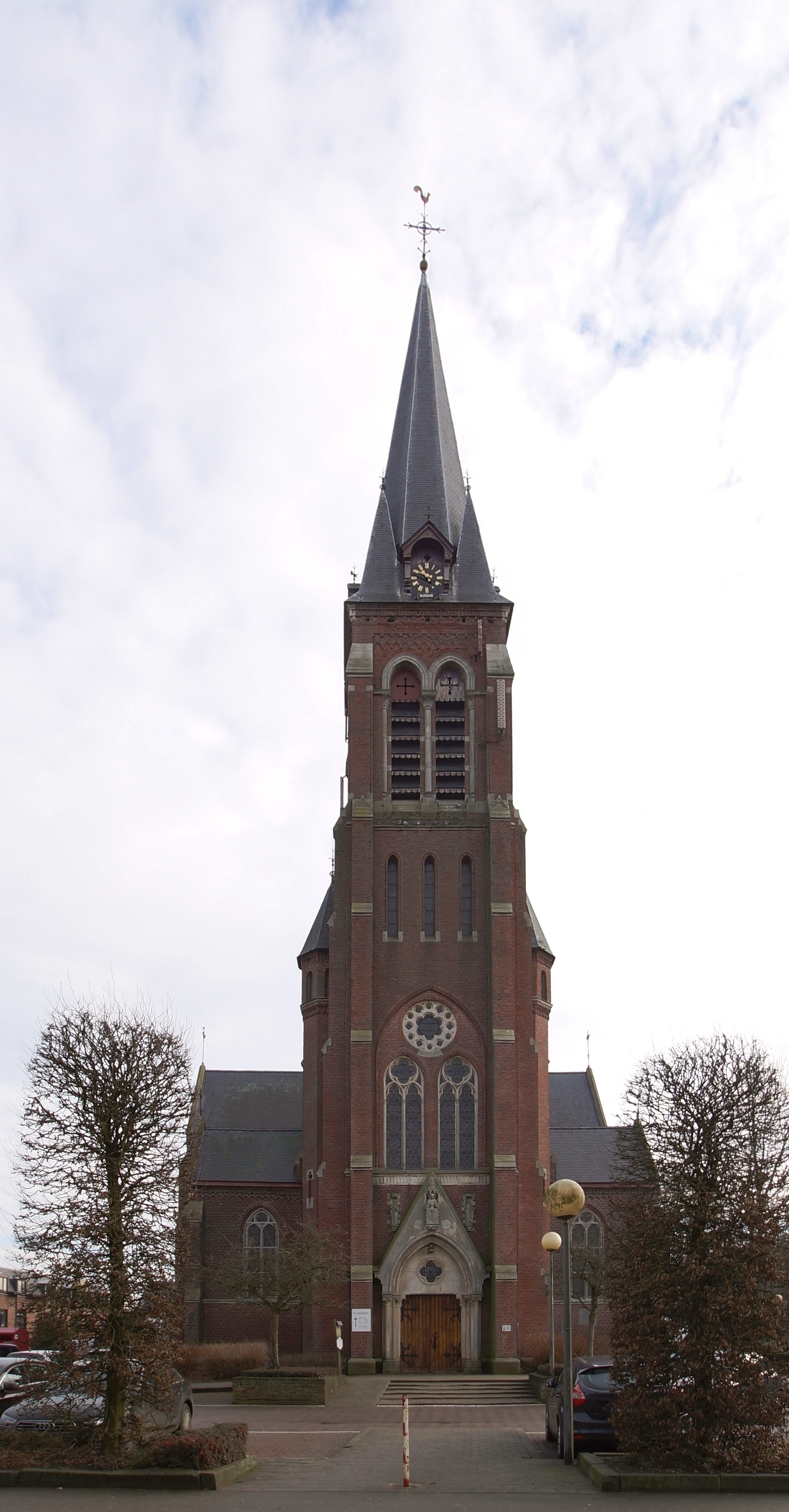
Toren van de kerk, gebouwd anno 1874.

De eerste (vermoedelijk houten) kapel zou gewijd zijn in 1152.
Met zekerheid is geweten dat wijlen pastoor Walterus de Dico (Wouter Van den Dijke) in 1155 het bestuur van zijn kerkje overdroeg aan de Witheren van de Sint-Michielsabdij te Antwerpen, die gedurende acht eeuwen ervoor verantwoordelijk bleven, tot aan de Franse Revolutie in 1798.
In 1447 kwam de bisschop naar Merksplas om een nieuw gebouw te wijden.
Anno 1777 werd aan dat gebouw voor het eerst een stenen toren toegevoegd, maar zowat 20 jaar nadien, op dinsdag, 17 april 1798, werd de kerk op bevel van de Franse revolutionaire regering gesloten.
Hiermede eindigde de verantwoordelijkheid van de Sint-Michielsabdij vermits deze onder dwang van de Fransen werd opgeheven. De laatste Norbertijn van de abdij, met zeggenschap over de kerk, was pater Fredericus, in de wereld: Jaak Druyts (uit Vosselaar).
Na vier jaar sluiting werd in 1802, op initiatief van Napoleon I (die in 1799 een staatsgreep had gepleegd en Eerste Consul was geworden), de kerk weer geopend. Doch ingevolge de afschaffing van de Sint-Michielsabdij kwam het bestuur in de handen van het bisdom en de seculiere geestelijkheid. Het opdragen van de gebedsdiensten hervatte onmiddellijk maar pas in 1820 werd voor het eerst officieel een pastoor benoemd : J.H. Timmermans (° Turnhout 1783, † Merksplas 22 november 1862). Hij leidde de parochie gedurende 42 jaren, tot aan zijn dood. Zijn grafzerk is nog steeds zichtbaar, aan de buitenkant van de kerk, tegen de koormuur.
Op nieuwjaarsdag 1871 (zondag), tijdens een vergadering van pastoor De Bie (opvolger van pastoor Timmermans), burgemeester Jan Leestmans en de kerkmeesters, besliste men tot de bouw van een nieuw gebedshuis.
Dit besluit was verantwoord omwille van de bevolkingsexplosie eigen aan de tweede helft van de 19-de eeuw.
Provinciaal architect Pieter Jozef Taeymans tekende de plannen.
De oude kerk die zowat 400 jaar dienst had gedaan, bleef overeind tot omstreeks 1872. In dat jaar werd de Eerste Steen van het nieuwe bedehuis gemetseld door:
- de provinciegouverneur Ed. Ridder Pycke,
- burgemeester Jan P. Leestmans,
- pastoor C. De Bie (°1815 † 1884),
- architect Pieter Jozef Taeymans (°1842 † 1902).

Alhoewel pastoor De Bie en onderpastoor Leopold Gepts reeds op maandag 4 mei 1874 de eerste mis in de nieuwe kerk opdroegen, volgde de volledige afwerking pas later.
De wijding gebeurde op maandag, 13 augustus 1877, door Mgr. Anthonis, bisschop van Constance en hulpbisschop van Mechelen. Voor die gelegenheid celebreerden drie geestelijken -allen geboortig van Merksplas- de eredienst:
- E.P. Leopold Nelo, prelaat van de abdij van Averbode (°30 januari 1822);
- E.P. Albert Vennekens, norbertijn (°14 december 1844);
- E.H. Louis Peeraer (°13 april 1827).

Ter herinnering aan pastoor De Bie wiens inzet aanleiding gaf tot de bouw van de kerk, werd na zijn afsterven in 1884, aan de buitenkant van de kerk, tegen de zuidelijke gevel, een grafzerk opgericht die nog steeds aan hem herinnert.

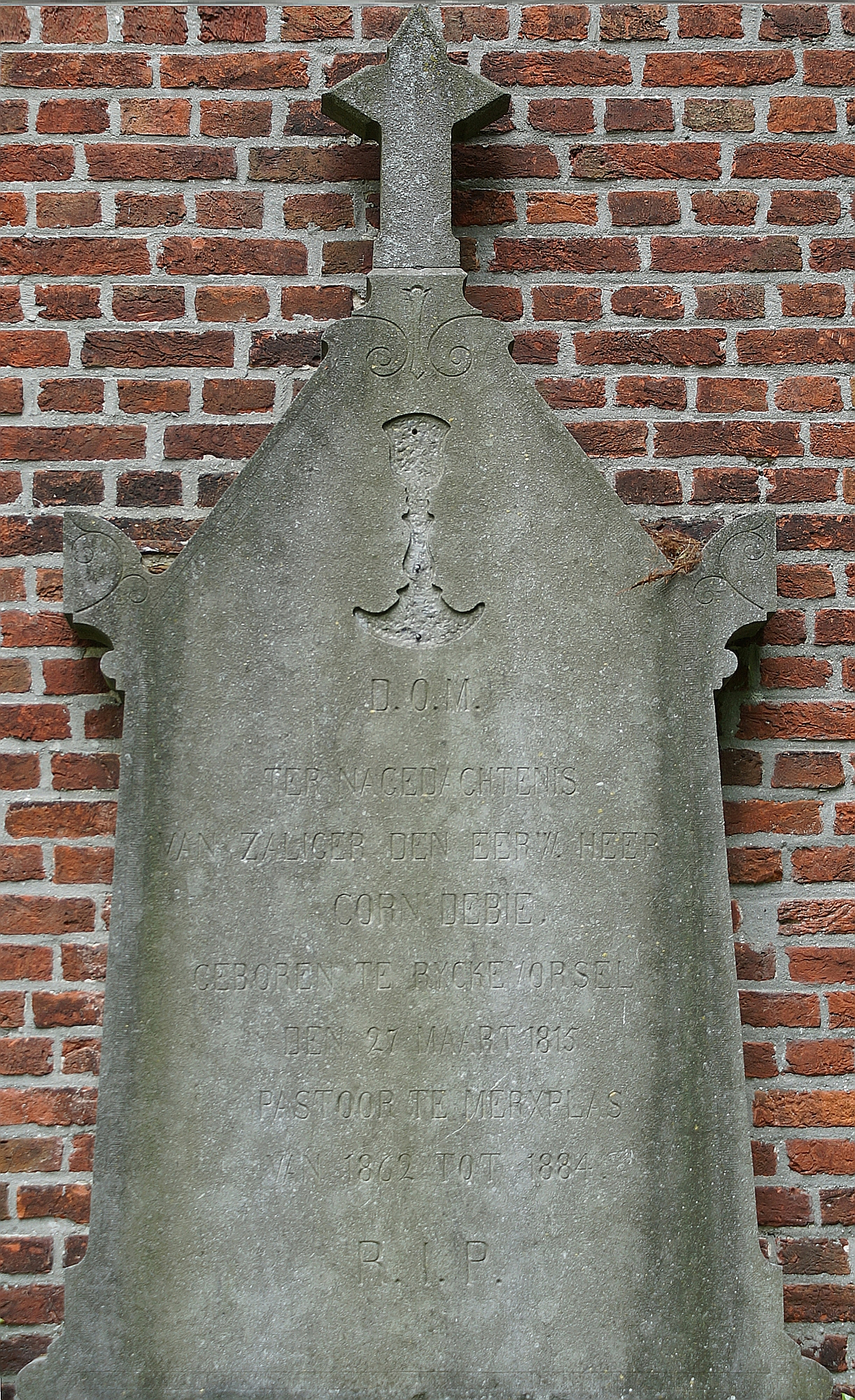
Grafzerk van pastoor De Bie, opgericht tegen de zuidelijke gevel. Onder zijn impuls werd de bouw van de kerk in 1872 aangevangen.

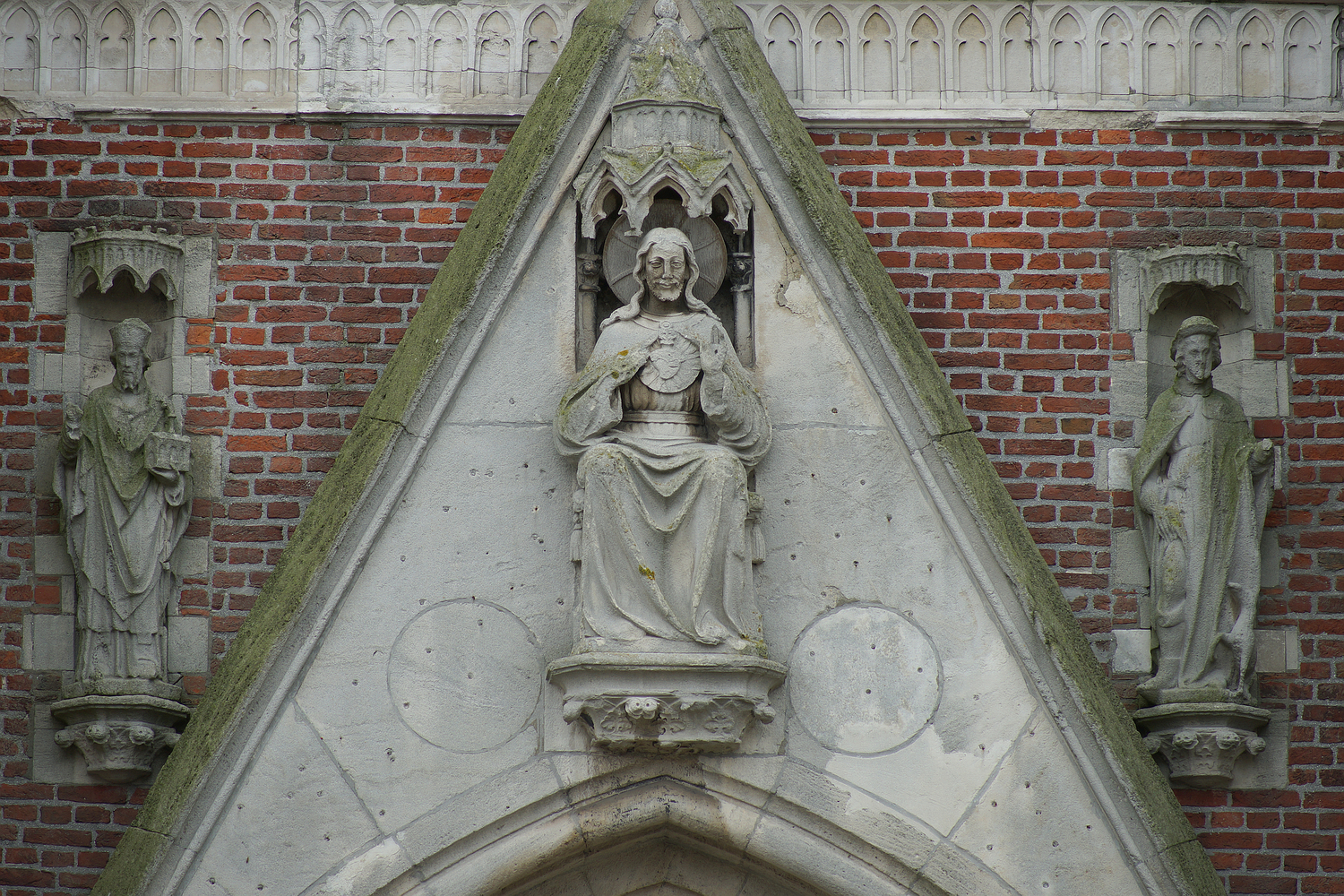
Heilig Hartbeeld, gemaakt door Napoleon Daems. Geplaatst in 1919, na het einde van de Eerste Wereldoorlog, als symbool van de vredelievendheid.

Tijdens de Eerste Wereldoorlog verloren achttien parochianen het leven. In tegenstelling tot deze hoge menselijke tol, liep het bedehuis -voor zoverre bekend- geen schade op.
Ter nagedachtenis van de oorlogsslachtoffers liet het kerkbestuur in 1919, nabij het hoofdportaal, in de kerk een gedenkplaat in messing aanbrengen.
Gelijktijdig nam pastoor Verheyen het initiatief om buiten, aan de 50 meter hoge toren, net boven het hoofdportaal, een beeld van de zittende Christus te laten plaatsen: Jezus die zijn Hart toont, het symbool van de vredelievendheid. Dit beeld werd gemaakt door Napoleon Daems. Het staat tussen twee oudere beelden, omstreeks 1870 gemaakt door V. Daems (Turnhout), die de oude patroons van Merksplas voorstellen: links Sint-Willibrordus en rechts Sint-Rochus.
Als gevolg van de Tweede Wereldoorlog liep de kerk averij op.
Op Goede Vrijdag 1944 roofde de bezetter twee van de drie klokken uit de toren.
Vijf maanden later, op vrijdag 29 en zaterdag 30 september van hetzelfde jaar, verjoeg de 1-ste Poolse pantserdivisie het Duitse leger. Bij deze gevechten werd de torenspits vernield, maar ook de daken en de muren, de ramen, het plafond en de dakgoten liepen schade op. In vergelijking tot de vernielingen in naburige gemeenten, zoals bijvoorbeeld in Hoogstraten en Sint-Lenaarts, viel de toestand in Merksplas enigszins mee. Het totaal van de kosten werd in 1948 vastgesteld op 84209,50 Belgische frank.
Op vrijdag, 19 mei 1972, brak ongeveer ter hoogte van het altaar brand uit.
Alhoewel de vernielingen relatief beperkt bleven, gingen een aantal gebruiksvoorwerpen voor de eredienst teloor:
- een chrismatorium (twee vaten) en een ciborie, gemaakt in de 17e eeuw;
- een kelk en twee ampullen uit de 19-de eeuw;
- een houder voor een godslamp evenals twee kandelaars.

Ten slotte leidde architect F. Vergauwen in 1993 en 1994 restauratiewerken die resulteerden in de kerk zoals men ze nu kent.

## Architectuur
De kerk werd gebouwd in neogotische stijl en is gericht naar het oosten. Het gebruikte materiaal is bruin-rode baksteen.
Alle muren zijn versterkt met steunberen. De westelijke toren heeft een hoogte van 50 meter, onderverdeeld in drie niveaus:
- de begane grond,
- een eerste verdieping, waar zich het doksaal en het orgel bevinden, gekenmerkt door een groot glas-in-loodraam en een roosvenster;
- het tweede niveau, herkenbaar aan drie smalle hoge ramen, met erboven de galmgaten en de klokken.

De spits rust op een vierkante basis, en is op de hoeken verfraaid met vier kleine hoektorentjes. Daartussen bevindt zich aan elke kant een dakkapel waarin een uurwerk is ondergebracht.
De lengte van het schip, met inbegrip van het koor, bedraagt 40,5 meter. Het koor is afgerond met een apsis. Aan de noordelijke en de zuidelijke koormuur is een sacristie aangebouwd.
Het middenschip is verhoogd en heeft een breedte van 7,5 meter; de zijbeuken zijn elk 4,5 meter breed.
Zowel de zijbeuken als het middenschip worden -elk op hun niveau- verlicht met glas-in-loodramen waarin geometrische figuren zijn verwerkt.
De kruisbeuk met een breedte van 26,5 meter en een lengte van 8 meter, heeft dezelfde hoogte als het middenschip.

## Interieur

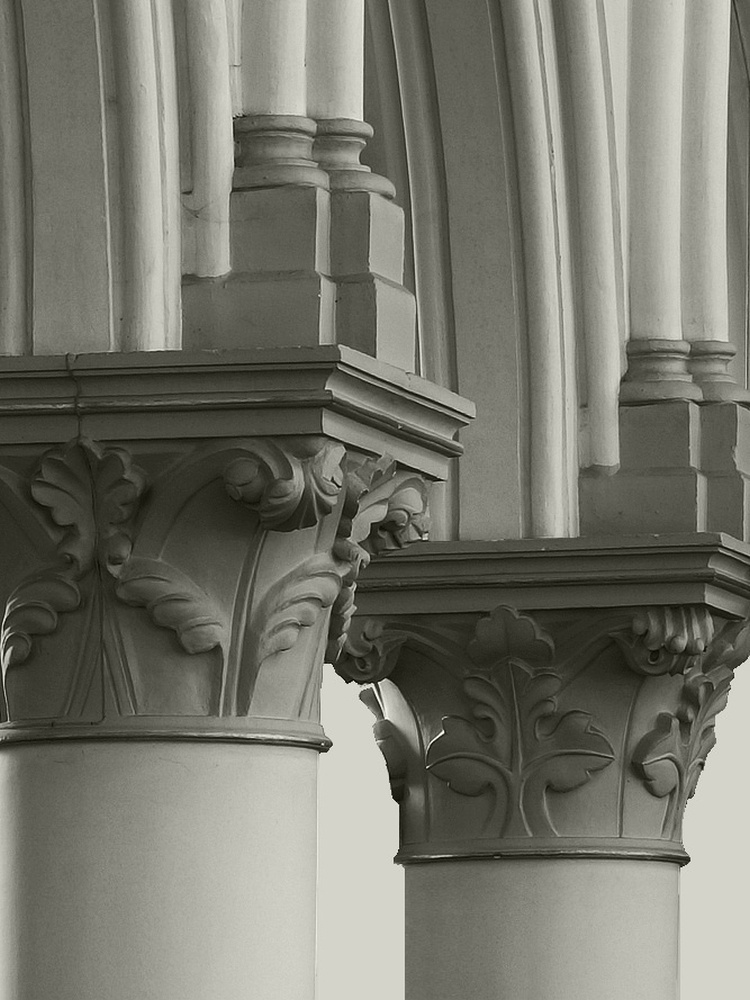
De pilaren zijn verfraaid met kapitelen.

Als vloerbedekking werd blauwe hardsteen uit Basècles gekozen.
De muren en de pilaren werden in de beginperiode verfraaid door er stenen en draperieën op te schilderen. Na een halve eeuw was dit schilderwerk aan onderhoud toe, maar bij gebrek aan geldelijke middelen besliste men in 1933 om het binnenste van de kerk volledig wit te verven en alle geschilderde verfraaiingen te verwijderen.

### Hoogkoor

#### Hoofdaltaar
Het neogotische hoofdaltaar, ontworpen in 1879 door architect Pieter Jozef Taeymans, werd vervaardigd door de Borgerhoutse beeldhouwer Frans De Vriendt. Het meubel bestaat uit een altaartafel, ondersteund door zes pillasters. Bovenop rust een retabel, gebouwd uit drie kapellen aan de linker- en drie aan de rechterkant. In elke kapel zijn twee apostelen afgebeeld.
Het tabernakel bevindt zich centraal met erboven een kapelletje waarin een Kalvarie is gebeeldhouwd.
De apostelen staan van links naar rechts verbeeld als volgt:
- Johannes met een speer, een boek lezend,
- Paulus met een sleutel in de rechterhand,
- Bartholomeüs leunend op een stok,
- Judas Taddeüs met een kelk,
- Andreas met het zogenaamde "Sint-Andrieskruis",
- Petrus met een paar sleutels in de rechterhand,
- Matthias met een zwaard,
- Jacobus Major met een stok waaraan een zeeschelp is bevestigd,
- Simon met een zaag,
- Phillippus met een kruis op de staf in de linkerhand, een boek lezend,
- Jacobus Minor met een schrijfmiddel in de rechterhand,
- Thomas met een winkelhaak in de linkerhand.

In juli 1886 werden deze figuren gepolychromeerd door Verstreyden uit Herentals. Doch in 1933 werd de polychromie tenietgedaan (naar analogie met verfraaiing van de kerk) door overschildering in witte verf met hier en daar vergulde elementen. Die toestand is tot heden gehandhaafd.

#### Glasramen

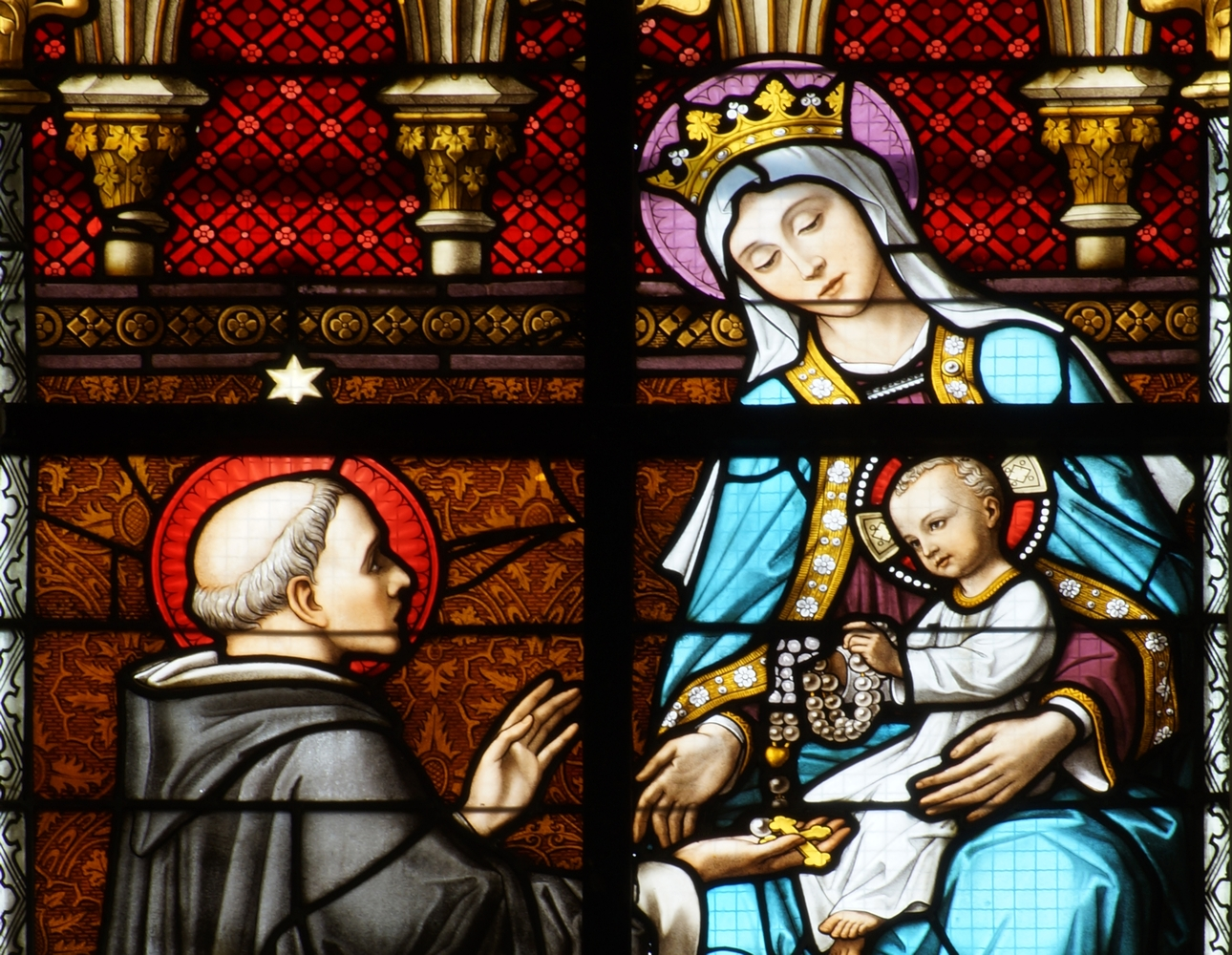
Detail van het glasraam De Rozenkrans gemaakt door Jean-Baptiste Capronnier anno 1881.

In de koorsluiting, boven het hoofdaltaar, bevinden zich drie veelkleurige gebrandschilderde glas-in-loodramen:
1. Het linkerraam stelt -in de bovenste helft- de prediking van Willibrordus voor. Aan de onderkant ziet men de voorstelling van de patroon der schenkers: links Franciscus Xaverius, patroon van pastoor Frans Luyckx, en rechts Joanna Valesia, patrones voor Joannes Debry. Aan de voet van het venster ontwaart men in Latijns schrift de namen der weldoeners: Franciscus Luyckx Pastor, Augustinus Luyckx-Debry, Carolus Debry, Joannes Debry. Dit raam, gemaakt in 1895, is naar alle waarschijnlijkheid het oeuvre van glazenier Gustave Ladon uit Gent. Nochtans wordt ook het Huis Comhaire als leverancier gesuggereerd.

1. Het rechterraam is het oeuvre van dezelfde kunstenaar en werd in hetzelfde jaar vervaardigd. Het vertoont in het bovenste deel een voorstelling van Rochus met zijn pelgrimsstaf en een hond in gezelschap van het gezin van een pestlijder. Rochus was de oude beschermheilige van Merksplas (vóór Sint-Willibrordus). In het onderste deel van dit raam ziet men de apostelen Petrus en Paulus. Dit venster werd geschonken door Frans Janssens (voorzitter van de kerkfabriek), alsmede Maria en Joanna Janssens.

1. Het middelste glas-in-loodraam werd in 1881 vervaardigd door Jean-Baptiste Capronnier uit Brussel. Het is vermoedelijk een voorstelling van de karmeliet Simon Stock of van de dominicaan Dominicus Guzmán, die een rozenkrans ontvangt uit de handen van het kind Jezus. In het lager deel verbeeldt dit glasraam de patroonheiligen van de schenker en zijn overleden echtgenote: Sint-Ludovicus en Sint-Coleta. Het werd geschonken door Ludovicus Joannes Boone ter nagedachtenis van zijn afgestorven echtgenote Coleta Antonia Van Hal. Dit blijkt uit de tekst die in het voetstuk voorkomt:

"Dulci memoria coniugis dilectissima fidelissima Coleta Antonia Van Hal qua Turnholti nata A.D. M.DCCC.XVIII. XI kalendae Martius ibidem obiit IV idus September M.DCCC.LXXXI" (Romeinse kalender) hetgeen betekent: "Zoete herinnering aan de lieve trouwe echtgenote Coleta Antonia Van Hal, geboren te Turnhout op 11 maart 1818 en op dezelfde plaats overleden op 19 september 1881" (Gregoriaanse kalender).
" Monumentum hoc Patres Conscripti Ludovicus Joannes Boone ordinis Leopoldini decuria Turnholtani tribunalis praeses" wat beduidt: "Monument vanwege Ludovicus Joannes Boone, lid van de Leopoldsorde, Turnhouts rechter en rechtbankvoorzitter".
Tijdens de Tweede Wereldoorlog liep de kerk (in 1944) schade op, onder meer aan de glas-in-loodramen. Bekommerd om een spoedige herstelling, werd contact opgenomen met een kunstenaar die zijn praktijk binnen de provincie Antwerpen op een redelijke afstand had, te weten Jan Huet uit Wilrijk (Antwerpen). Ingevolge het groot aantal schadegevallen over het ganse land, was deze evenwel niet bij machte om binnen een redelijke termijn gevolg te geven aan de vraag van het Merksplasse kerkbestuur.
Bijgevolg werd uitgekeken naar een glazenier in een naburige provincie: met name Achiel Van Doorne. Deze had in de loop der voorbije jaren het glazeniersbedrijf Gustave Ladon uit Gent overgenomen en eerbiedigde zeer efficiënt de afgesproken termijn. Op 20 december 1947 was de herstelling een feit.

#### Communiebank
De eikenhouten communiebank werd in 1886 gemaakt door de Turnhoutse beeldhouwer Napoleon Daems. Er bleef slechts een deel van diens werk bewaard. Inderdaad, na het Tweede Vaticaans Concilie verplaatste men de communiebank van de brede viering naar het smalle koor. Om die reden werd het deel op de uiteinden overbodig en bijgevolg verwijderd.

### Kruisbeuk
Biechtstoelen

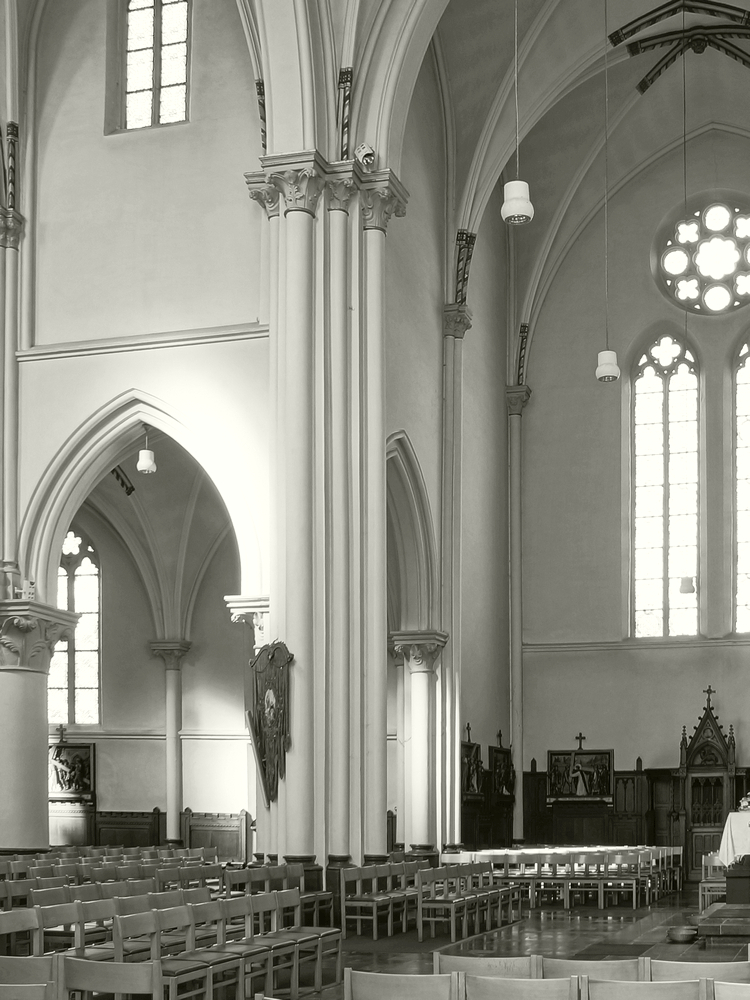
Viering & kruisbeuk.

In de kruisbeuk bevinden zich twee neogotische biechtstoelen, gemaakt in 1880. Deze meubelen werden versierd met houtsnijwerk. De aan de rechterkant opgestelde biechtstoel draagt in de dakkapel een voorstelling van Maria. Een gelijkaardig meubel, opgesteld in de kruisbeuk links, heeft het Lam met een wimpel als kenmerk. Beide waren in het verleden elk met twee begeerlijk beeldjes verfraaid. Echter, aangezien in 1969 één ervan ontvreemd werd, nam het kerkbestuur het initiatief om alle vervreemdbare elementen te verwijderen en ze elders veilig te bewaren.

### Zijkapellen

#### Links
Een gepolychromeerd missiekruis daterende van 1925, is in de linkerzijkapel dominerend aanwezig.
Men ziet hier eveneens de doopvont en een glas-in-loodraam "Onze-Lieve-Vrouw van Lourdes". Dit venster was een gift van de Merksplasse zilversmid Karel Nelo, diens tweede echtgenote Francisca Molemaeckers en enkele dochters. Het stelt Maria voor, die te Lourdes verschijnt aan Bernadette Soubirous.
In de tekst onder het venster, in Romeinse letters, leest men de (afgekorte) namen der schenkers: "Piae Memoriae CarAE Nelo & FrancA Molemaeckers Grati Filiae CathA BernA Anna FrancA TherA ".

#### Rechts
In deze zijkapel ziet men een glas-in-loodraam: "Het Heilig Hart". Dit raam was een gift van een broer van Leopold Nelo (prelaat van de abdij van Averbode), met name Karel Nelo, diens tweede echtgenote en enkele zonen. Het raam toont de Christusfiguur met aan zijn voeten een religieuze. Het betreft hier wellicht een Ursuline. De stichter van veertig Ursulinen-kloosterscholen was immers een familielid van Karel Nelo.
Op een tekstband onderaan het venster ziet men de afgekorte namen van de gulle schenkers:
"Piae Memoriae Cari Nelo & Francae Molemaeckers Grati Filii Jos Joan Car & Fr".
Aanvankelijk stonden in de kerk vier zijaltaren, geschonken door de parochianen, waarvan er twee 'n vergelijkbare structuur hadden met het hoofdaltaar. Mettertijd werd het aantal verminderd en ten slotte is er slechts één overgebleven, namelijk een neogotische houten altaar "Het huisje van Nazareth".
Hier zijn fragmenten uit het leven van Christus en zijn ouders afgebeeld. In het rechterdeel ziet men Jezus geboren in een stal; in het linkerdeel werkt Jozef als timmerman aan een schaafbank, geholpen door het kind Jezus terwijl Maria bezig is aan een spinnewiel. Men leest er de latijnse tekst: "Ora et labora", met andere woorden: "Bidden en werken".
In het centrale deel van het retabel, boven het tabernakel, neemt men de stervende Christus waar, met zijn moeder Maria aan de voet van het kruis, evenals Joannes, de leerling die hij het meest beminde.

### Zijbeuken

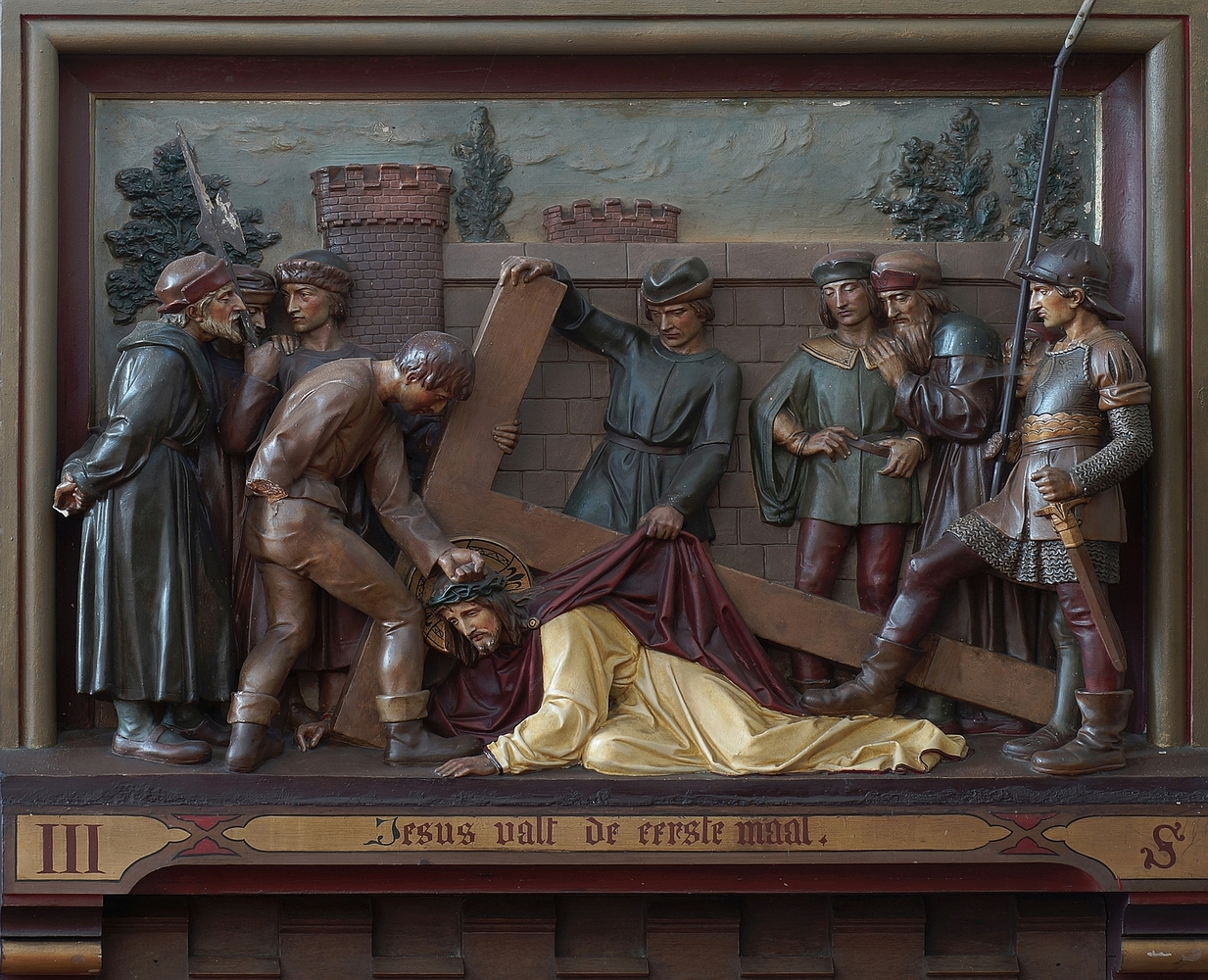
In de bepleistering van de muren is onlosmakelijk een kruisweg verwerkt : 131 figuren in een middeleeuws decor. Oeuvre van beeldhouwer Frans De Vriendt (anno 1889).

#### Biechtstoelen
In de zijbeuken (aan weerszijden van het hoofdportaal) ziet men twee in Turnhout gemaakte open biechtstoelen. Ze zijn verfraaid met een kleine in hout gekapte voorstelling van vruchten en druiven.

#### Kruisweg
De veertien staties van de kruisweg zijn onlosmakelijk ingewerkt in de bepleisterde muren van de zijbeuken en de kruisbeuk. Het betreft gepolychromeerde haut-reliëfs in een kader: in totaal 131 persoonsvoorstellingen in een middeleeuwse decor. Het werk, daterende van 1889, werd gecreëerd door Frans De Vriendt en is quasi identiek aan de kruisweg in de Sint-Amanduskerk te Beernem (gemaakt door dezelfde kunstenaar).

#### Glasraam
De rechterzijbeuk wordt verfraaid met een glasraam dat Paus Johannes-Paulus II en Moeder Teresa voorstelt. Dit venster werd in 2005 geschonken door Gaston Belmans ter gelegenheid van zijn 25-jarig jubileum als pastoor, en werd in 2007 gemaakt door Ingrid Meyvaert-Mestdagh uit Gent.

#### Piëta
Een zeer realistische polychrome gebeeldhouwde Piëta toont in de rechterzijbeuk het lijden van Maria bij het lijk van haar zoon Jezus.

### Doksaal
Orgel

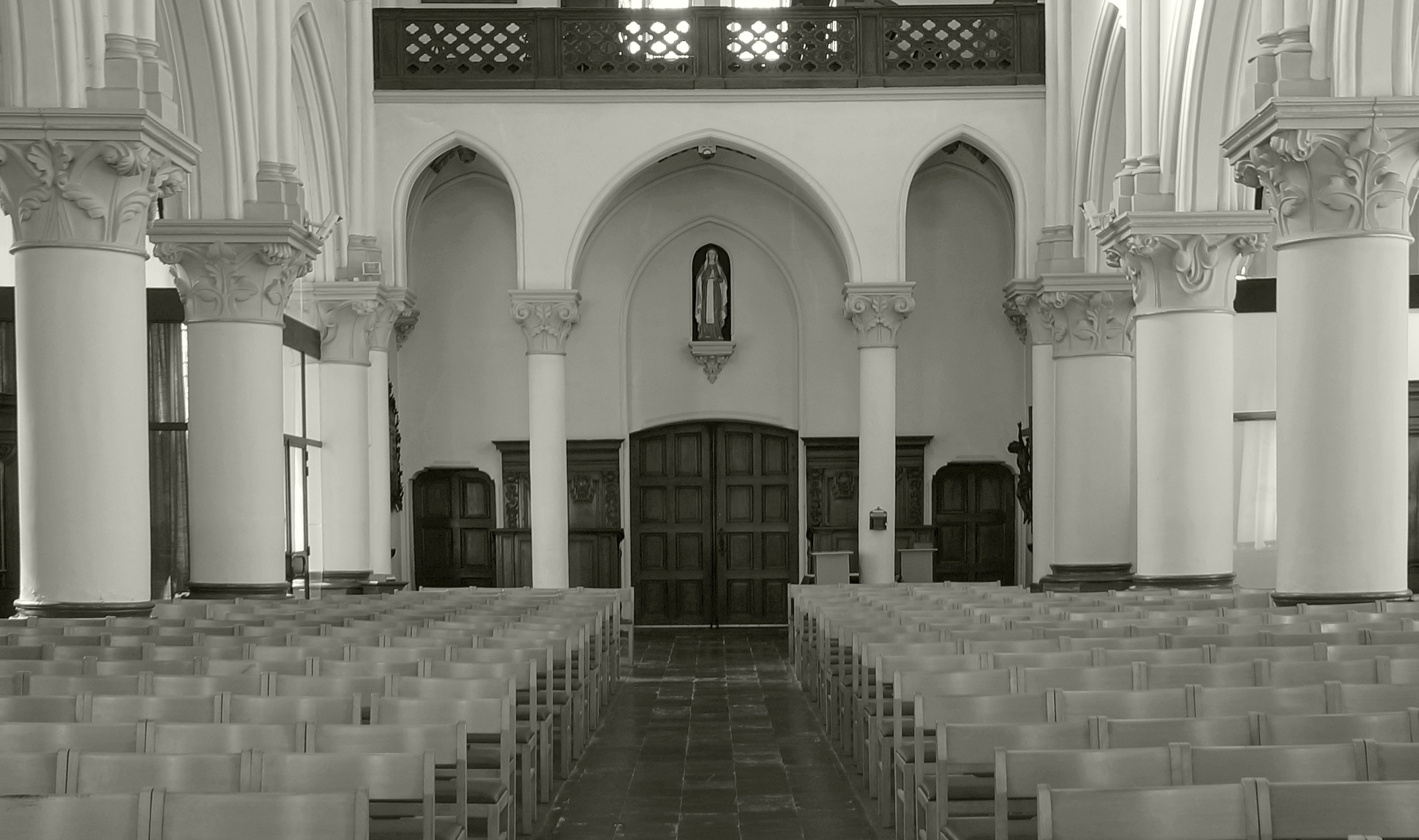
Middenbeuk en portaal.

In de beginperiode van de kerk was een oud orgel ter beschikking. De herkomst ervan is thans niet meer helemaal duidelijk. Kort na de Eerste Wereldoorlog werd het vernieuwd en uitgebreid door de Zichemse orgelbouwer Jozef Joris. Dit liet toe te spreken over een "nieuw" orgel, alhoewel het was opgebouwd uit delen van oude instrumenten. Zowat veertig jaar nadien, in 1959, was dit toestel op zijn beurt aan vervanging toe. De hoge kosten voor een nieuw orgel schrikten de toenmalige pastoor af, maar door de inspanningen van de leerlingen van het Klein Seminarie te Hoogstraten konden gelden ingezameld worden. Zo hielden deze studenten toneelvoorstellingen, zangoptredens enzovoort. Ook de Chirojeugd van Wommelgem en Maria Jochems uit Zondereigen (zangeres) lieten zich niet onbetuigd.
Het geheel van deze activiteiten had tot resultaat dat op 13 november 1960 een wezenlijk nieuw orgel - gemaakt door Gerard D'Hondt uit het naburige Herselt - kon worden ingezegend door de Turnhoutse deken Reynen.

### Portaal

#### Gedenkplaat voor de gesneuvelden
Anno 1919 maakte de heer Spoorenberg (zilversmid te Laken) een gedenkplaat in messing waarop deels figuren en deels tekst werd aangebracht. In het onderste deel ontwaart men een gravure met een gevallen soldaat die het gelaat opricht naar een kruis. Achter de soldaat leest men: "Voor het Vaderland"; achter het kruis: "Voor het Menschdom".
De tekst op de plaat bestaat uit drie delen:
1. de hoofding: "Tot zalige gedachtenis der helden van de parochie Merxplas gesneuveld voor het vaderland";
2. vervolgens de opsomming der namen van de achttien gesneuvelden;
3. tot slot een latijnse tekst: "1914 Pie Jesu Domine dona eis requiem 1918".

Nomenclatuur van de gesneuvelden:
| B-F         | H-S            | V                    | V-W            |
| ----------- | -------------- | -------------------- | -------------- |
| J. Backx    | L. Hillen      | J. v.d. Bergh        | T. v. Peteghem |
| L. De Graef | P. Hoogerheyde | L. v.d. Heuvel       | K. Willemsen   |
| G. De Prins | V. Marchand    | Mar. v.d. Langenberg | A. Wilmsen     |
| A. Eykens   | P. Seuntjes    | G. Van Es            | -              |
| P. Faes     | J. Stockman    | F. Van Loon          | -              |

#### Kerkmeestergestoelte
Links en rechts van het hoofdportaal staan oude kerkmeesterbanken met een zeer hoge rugleuning. Ze werden enkele eeuwen geleden in opdracht van de norbertijn Siardus Van Hontsum (pastoor) gemaakt en zijn versierd met links en rechts twee panelen houtsnijwerk, afkomstig van een oude preekstoel.